# Fort Polk North
Fort Johnson North is een plaats (census-designated place) in de Amerikaanse staat Louisiana, en valt bestuurlijk gezien onder Vernon Parish.

## Demografie
Bij de volkstelling in 2000 werd het aantal inwoners vastgesteld op 3279.

## Geografie
Volgens het United States Census Bureau beslaat de plaats een oppervlakte van
21,0 km², geheel bestaande uit land.

## Plaatsen in de nabije omgeving
De onderstaande figuur toont nabijgelegen plaatsen in een straal van 24 km rond Fort Johnson North.